# Jason Williams
Jason Chandler Williams (Belle, Zapadna Virginia, 18. studenog 1975.) američki je profesionalni košarkaš. Igra na poziciji razigravač. Izabran je u 1. krugu (7. ukupno) NBA drafta 1998. od strane Sacramento Kingsa. U rujnu 2008. nakon 10 godina profesionalne košarke objavio je igračku mirovinu, ali se nakon skoro godinu dana izbivanja, 19. kolovoza 2009. natrag vratio na košarkaške parkete i potpisao jednogodišnji ugovor s Orlando Magicom.

## Sveučilište
Pohađao je sveučilište Marshall. Williams je u prvoj sezoni na sveučilištu prosječno postizao 
13.4 poena i 6.4 asistencija. Nakon što je Williamsov omiljeni trener zauzeo mjesto glavnog trenra na sveučilištu u Floridi, Williams je također preselio na Floridu. U svojoj prvoj sezoni na sveučilištu Florida prosječno je postizao 17.1 poena i 6.7 asistencija. 3. prosinca 1997. Williams je postavio rekord sveučilišta sa 17 asistencija. Kasnije te sezone, Williams je suspendiran zbog konzumiranja droge. 

## NBA karijera
Nakon suspenzije, Williams se odlučio prijaviti na NBA draft. Izabran je kao 7. izbor NBA drafta 1998. od strane Sacramento Kingsa. U svojoj rookie sezoni, Williams je prosječno postizao 12.8 poena i 6 asistencija. Svoju momčad pretvorio je iz prosječne u pobjedničku momčad koja je bila jedna od favorita za NBA naslov. 20. srpnja 2000. Williams je suspendiran na pet utakmica neigranja zbog odbijanja podvrgavanju doping testovima. 2001. Williams je mijenjan u Vancouver Grizzliese u zamjenu za Mikea Bibbya. Nakon Williamsovog dolaska, Grizzliesi su znatno uznapredovali i podigli igru na višu razinu te pobijedili u 28 utakmica više nego prošle sezone. 2. kolovoza 2005. Williams i njegov budući suigrač James Posey bili su dio najveće zamjene u povijesti NBA lige kojom su završili u redovima Miami Heata. U sezoni 2005./06. Williams je zauzeo mjesto startnog razigravača momčadi, ali je zbog ozljede koljena propustio nekoliko utakmica regularnog dijela sezone. U finalu Istoka, u odlučujućoj šestoj utakmici protiv Detroit Pistonsa, Williams je postigao 21 poen i time odveo svoju momčad do prvog NBA finala u povijesti franšize. U NBA finalu susreli su se s Dallas Mavericksima koje su pobijedili u šest utakmica, unatoč zaostatku od dvije pobjede. Tijekom NBA finala prosječno je postizao 12 poena i 5 asistencija. U sezoni 2006./07. Williams je odigrao samo 61 utakmicu od tog startajući u njih 55 te je prosječno postizao 10.9 poena i 5.3 asistencija. U doigravanju statistike su mu drastično opale te je prosječno postizao samo 5.8 poena i 3.5 asistencija. Tako je svojim i ne baš sjajnim igrama pridonio ispadanju već u prvom krugu doigravanja od Chicago Bullsa u četiri utakmice. U sezoni 2007./08. Williams je prosječno postizao 8.8 poena, 6.7 asistencija i 1.3 ukradenih lopti. U ljeto 2008. Williams je potpisao jednogodišnji ugovor s Los Angeles Clippersima. Međutim to nije omelo njegovu odluku te se 26. rujna 2008. odlučio umiroviti od profesionalne košarke.  Nakon propuštene sezone 2008./09. i godinu dana izbivanja s košarkaških parketa, Williams se vratio profesionalnoj košarci i potpisao jednogodišnji ugovor s Orlando Magicom.

## Privatni život
Unatoč slavi i uspjesima na NBA parketima, Williams je postao obiteljski čovjek. Oženjen je za Deniku Kisty s kojom ima dvoje djece, Jaxona i Miu. Dobar je prijatelj sa Shaquilleom O'Nealom s kojim je bio susjed za vrijeme dok je O'Neal igrao u Orlandu. Williams je zaljubljenik ne samo u košarku već i u tetovaže kojih ima u velikom broju po cijelom tijelu. 

## NBA statistika

### Regularni dio
| Godina    | Klub       | Odig. uta. | Uta. poč. | Min. | 2P%  | 3P%  | Sl. bac.% | Skok. | Asist. | Ukr. lop. | Blok. | Poena |
| --------- | ---------- | ---------- | --------- | ---- | ---- | ---- | --------- | ----- | ------ | --------- | ----- | ----- |
| 1998./99. | Sacramento | 50         | 50        | 36.1 | .374 | .310 | .752      | 3.1   | 6.0    | 1.9       | .0    | 12.8  |
| 1999./00. | Sacramento | 81         | 81        | 34.1 | .373 | .287 | .753      | 2.8   | 7.3    | 1.4       | .1    | 12.3  |
| 2000./01. | Sacramento | 77         | 77        | 29.7 | .407 | .315 | .789      | 2.4   | 5.4    | 1.2       | .1    | 9.4   |
| 2001./02. | Memphis    | 65         | 65        | 34.4 | .382 | .295 | .792      | 3.0   | 8.0    | 1.7       | .1    | 14.8  |
| 2002./03. | Memphis    | 76         | 76        | 31.7 | .388 | .354 | .840      | 2.8   | 8.3    | 1.2       | .1    | 12.1  |
| 2003./04. | Memphis    | 72         | 68        | 29.4 | .407 | .330 | .837      | 2.0   | 6.8    | 1.3       | .1    | 10.9  |
| 2004./05. | Memphis    | 71         | 68        | 27.5 | .413 | .324 | .792      | 1.7   | 5.6    | 1.1       | .1    | 10.1  |
| 2005./06. | Miami      | 59         | 56        | 31.8 | .442 | .372 | .867      | 2.4   | 4.9    | .9        | .1    | 12.3  |
| 2006./07. | Miami      | 61         | 55        | 30.6 | .413 | .339 | .913      | 2.3   | 5.3    | .9        | .0    | 10.9  |
| 2007./08. | Miami      | 67         | 53        | 28.1 | .384 | .353 | .863      | 1.9   | 4.6    | 1.2       | .1    | 8.8   |
| Ukupno    |            | 679        | 649       | 31.2 | .396 | .325 | .816      | 2.4   | 6.3    | 1.3       | .0    | 11.4  |

### Doigravanje
| Godina    | Klub       | Odig. uta. | Uta. poč. | Min. | 2P%  | 3P%  | Sl. bac.% | Skok. | Asist. | Ukr. lop. | Blok. | Poena |
| --------- | ---------- | ---------- | --------- | ---- | ---- | ---- | --------- | ----- | ------ | --------- | ----- | ----- |
| 1998./99. | Sacramento | 5          | 5         | 32.6 | .356 | .310 | 1.000     | 3.6   | 4.0    | 1.6       | .2    | 10.0  |
| 1999./00. | Sacramento | 5          | 5         | 29.0 | .375 | .320 | .800      | 1.6   | 2.4    | .6        | .0    | 10.4  |
| 2000./01. | Sacramento | 8          | 8         | 23.9 | .426 | .367 | 1.000     | 2.3   | 2.9    | 1.0       | .0    | 8.8   |
| 2003./04. | Memphis    | 4          | 4         | 32.5 | .326 | .286 | 1.000     | 2.3   | 4.5    | .5        | .0    | 10.8  |
| 2004./05. | Memphis    | 4          | 4         | 28.5 | .528 | .476 | 1.000     | 2.3   | 5.3    | 1.5       | .0    | 17.0  |
| 2005./06. | Miami      | 23         | 23        | 29.8 | .405 | .274 | .844      | 2.0   | 3.9    | .6        | .0    | 9.3   |
| 2006./07. | Miami      | 4          | 4         | 28.0 | .250 | .294 | .800      | 2.0   | 3.5    | 1.2       | .2    | 5.8   |
| Ukupno    |            | 53         | 53        | 29.1 | .397 | .315 | .882      | 2.2   | 3.7    | .9        | .0    | 9.8   |

## Vanjske poveznice
- Službena stranica  Arhivirana inačica izvorne stranice od 15. travnja 2009. (Wayback Machine)
- Profil na NBA.com
- Profil  Arhivirana inačica izvorne stranice od 22. svibnja 2010. (Wayback Machine) na Basketball-Reference.com
- Profil na ESPN.com